# 丹尼爾·聖地亞哥

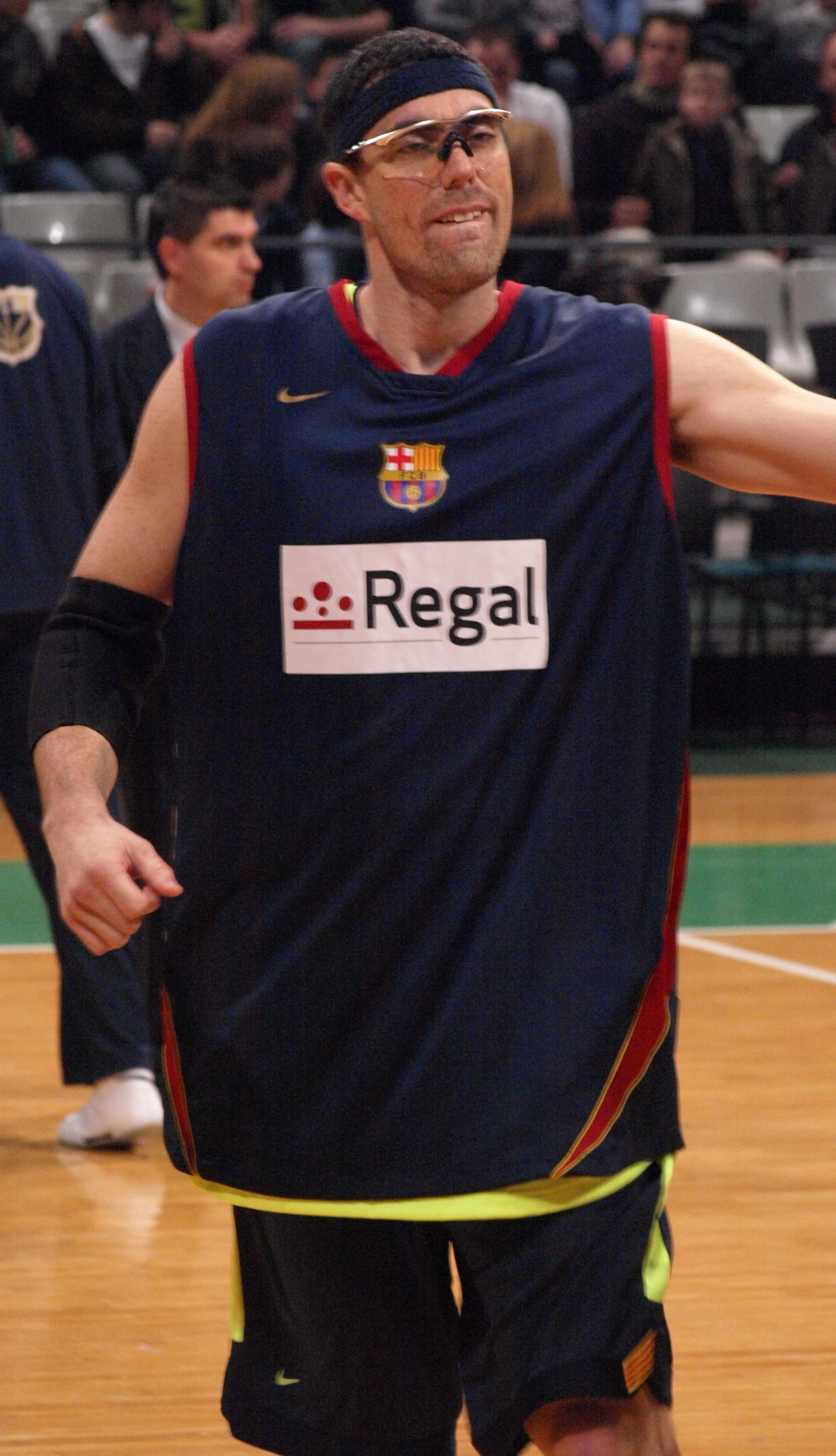

丹尼爾·格雷格·聖地亞哥（Daniel Gregg Santiago，1976年6月24日—）是一名波多黎各前職業籃球運動員，位置為中鋒。曾效力於NBA的菲尼克斯太陽隊與密爾沃基雄鹿隊。從1998年到2014年，聖地亞哥一直為波多黎各國家籃球隊的成員，並曾在2004年夏季奧林匹克運動會上擊敗美國國家籃球隊。

## 外部連結
- NBA Stats @ Basketball-Reference.com （页面存档备份，存于）